# Comté de Nemaha (Kansas)
Pour les articles homonymes, voir Comté de Nemaha.
Le comté de Nemaha est l’un des 105 comtés de l’État du Kansas, aux États-Unis. Fondé le 25 août 1855, il a été nommé d’après la rivière Nemaha.
Siège et plus grande ville : Seneca.

## Géolocalisation
| Comté de Pawnee (Nebraska) |                 | Comté de Richardson (Nebraska) |
| Comté de Marshall          | Comté de Nemaha | Comté de Brown                 |
| Comté de Pottawatomie      |                 | Comté de Jackson               |